# Torbjörn Åkerstedt

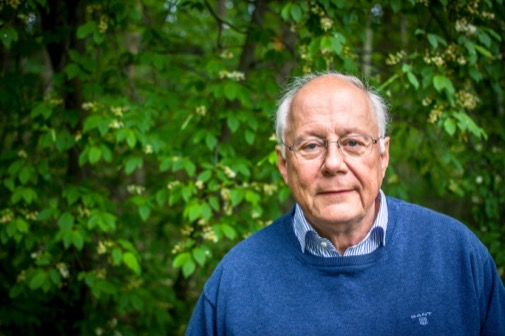
Torbjörn Åkerstedt.

Torbjörn Georg Åkerstedt, född 6 oktober 1946, är en svensk forskare specialiserad inom sömn. Han är professor emeritus vid Stockholms universitet och Karolinska Institutet. 
Torbjörn Åkerstedt är tidigare föreståndare för Stressforskningsinstitutet.. Han är också 2017 års pristagare av Lars Salvius-priset.